# ViewFD
ViewFD — файловый менеджер для операционных систем семейства Windows, распространяется бесплатно, интерфейс на русском языке.

## Возможности программы
Среди возможностей программы — наличие инструмента группового переименования, встроенный поиск файлов, встроенные видео- и аудиопроигрыватели (DirectShow, MCI), работающие со своими списками (M3U, PLS), редактирование тегов MP3- и WMA-файлов, быстрый просмотр и слайд-шоу для графических файлов. Поддерживаются встроенные функции по настройке изображений, в том числе с использованием цветовых и геометрических эффектов, настройка освещённости, приближающая обычные цифровые фотографии к HDR фотографиям, возможно изменение размеров группы изображений, создание HTML-альбомов и AVI-файлов из изображений.
Встроенный просмотрщик текстовых файлов поддерживает RTF, а также различные кодировки символов. Реализован просмотр и редактирование таблиц баз данных форматов TXT, DBF, DB[уточнить], таблиц в SQL-базах данных (через BDE и ADO).
Работа с архивами осуществляется через управление архиваторами WinRAR и 7-Zip.
Из системных функций в рамках файлового менеджера реализовано управление автозагрузкой, функция контроля запуска процессов, выбора окон, выбора заголовков, нажатия клавиш, содержимого экрана, очистки файлов, каталогов, дисков, резервное копирование. Есть функция просмотра реестра с возможностью расширенного поиска, а также функция просмотра содержимого блочных устройств с возможностью копирования фрагментов и создания образов, поддерживается создание виртуальных дисков. Реализовано шифрование файлов (без заголовка и контрольной суммы), расчёт и проверка контрольных сумм (CRC32, MD5, SHA1, SHA256) файлов и каталогов.
Поддерживаются WCX-, WFX- и WLX-плагины.
Также в файловый менеджер встроен калькулятор формул с возможностью построения графиков.

## Особенности программы
В программе не ведётся история изменений. Не реализована встроенная справка (есть только текстовый файл со справкой). Также не реализован встроенный FTP-клиент. Не поддерживается функция перетаскивания файла из окна ViewFD в какое либо другое окно, либо за его пределы.
Полноценная работа менеджера в Windows 7 возможна только при запуске от имени администратора.
ViewFD написан на языке Delphi. Интерфейс только русский. Весь текст зашит в исполняемый файл, так что возможность не авторской локализации отсутствует принципиально.

## Лицензия на использование и распространение
ViewFD распространяется бесплатно в виде исполняемой программы без предоставления каких-либо гарантий, допускается использование в коммерческих и некоммерческих целях при условиях сохранения целостности программы и сохранения текстового файла с описанием условий использования.